# Трентовский, Бронислав Фердинанд
Брони́слав Фердинанд Тренто́вский (пол. Bronisław Ferdynand Trentowski; 21 января 1808, деревня Ополе, Хелмский повят — 16 июня 1869) — крупный польский философ

 и педагог XIX века. Сторонник и пропагандист польского мессианизма.

## Биография
Был воспитанником колледжа пиаристов в Лукове. После подавления ноябрьского восстания, в котором он участвовал, пребывал в эмиграции в Германии. Там было создано одно из важнейших произведений в его жизни — «Chowanna, или система народной педагогики как навыков преподавания, науки и просвещения, словом образование нашей молодежи». Первое издание этого двухтомного труда было опубликовано в 1843 году. Трентовский является автором некоторых неологизмов — как первый польскоязычный автор в книге «Отношение философии к кибернетике, или искусство управления народом» в 1843 году ввел в употребление термин кибернетика. В 1847—1848 трудился над работой «Славянская вера, или этика, управляющая Вселенной», в которой высказывал мысль, что славянские боги — манифестации того самого бога, который почитается в христианстве.
В его честь названа улица в Быдгощском Медзыне, вроцлавском Опорове, Щецине, Свиноуйсце и Пшемысле.
Автор философской концепции, названной разноединой (różnojednia): мир материальный — мир разума (разум — это совокупность знаний, найденных с помощью чувств). Мысль — это особая категория понимания составляющая синтез разума и ума.